# Evelyn Ankers
Evelyn Ankers (Valparaíso, 17 de agosto de 1918 - Maui, 29 de agosto de 1985) foi uma atriz britânica nascida no Chile. Era conhecida como "Rainha dos Gritos". Ela atuou em muitos filmes de terror durante a década de 1940, mais notavelmente em The Wolf Man aos 23 anos, com Lon Chaney Jr., parceiro frequente. Outros filmes incluem The Ghost of Frankenstein (1942), Captive Wild Woman (1943), Son of Dracula (1943), The Mad Ghoul (1943), Jungle Woman (1944), Weird Mulher (1944), The Invisible Man's Revenge (1944) e The Frozen Ghost (1945).
Ankers também apareceu em Hold That Ghost (1941), Sherlock Holmes and the Voice of Terror (1942), His Butler's Sister (1943), The Pearl of Death (1944), Pardon My Rhythm (1944), Tarzan's Magic Fountain (1949) , E interpretou Jane Calamidade em The Texan Meets Calamity Jane (1950). 
Ankers fez mais de cinquenta filmes, entre 1936 e 1950, aposentou-se então do cinema para ser uma dona de casa. Ela ocasionalmente desempenhou papéis na televisão e voltou dez anos depois para mais um filme, No Greater Love (1960), com seu marido Richard Denning.
Evelyn Ankers morreu de câncer no ovário, aos 67 anos de idade em Maui, Havaí.